# 윤범행 (1896년)
윤범행(尹範行, 일본식 이름: 伊東範行, 1896년 ~ ?)은 일제강점기의 지방행정 관료이다.

## 생애
일제 강점기 초기인 1914년에 함경남도 덕원군의 서무계에 임시직원으로 채용되면서 관계에 들어섰다. 서무계에서 계속 근무하다가 1919년에 조선총독부 군서기로 임용되어 정식 공무원이 되었다.
총독부 군서기로 덕원군에서 근무를 시작한 뒤, 함흥군, 함주군, 북청군, 신흥군 등 함경남도의 여러 지역에서 재직했다. 1935년에 총독부가 시정 25주년을 기념하여 표창한 표창자 명단에 들어 있다. 당시 직책은 신흥군 서무주임이었다.
1937년 5월에는 총독부 군수로 발탁되어 일제 강점기 말기까지  삼수군, 장진군, 홍원군, 함주군에서 차례로 군수를 지냈다. 홍원군수이던 1943년을 기준으로 정7위 훈6등에 서위되어 있었다.
2008년 민족문제연구소가 발표한 친일인명사전 수록예정자 명단 중 관료 부문에 포함되었다.

## 같이 보기
- 민족문제연구소의 친일인명사전 수록자 명단 - 관료

## 참고자료
- 윤범행(尹範行) - 국사편찬위원회